# Jampa Chödrag
Jampa Chödrag (1876 - 1937/1947) was een Tibetaans geestelijke.
Hij was de negentigste Ganden tripa van ca. 1920/21 tot 1926 en daarmee de hoofdabt van het klooster Ganden en hoogste geestelijke van de gelugtraditie in het Tibetaans boeddhisme.

## Biografie
Jampa Chödrag werd geboren in Drango, in het Trehor-gebied in Kham. Op jeugdige leeftijd werd hij toegelaten tot het plaatselijke klooster Ganden Rabten Namgyel Ling, waar hij basisonderricht kreeg en voorbereid werd op een leven als monnik. Jampa Chödrag ging daarna naar Lhasa en werd ingeschreven bij de Drepung-kloosteruniversiteit. Hier was hij onder andere in de leer bij de 3e Purchok, Jampa Gyatso, die ook tutor was van de 13e dalai lama. Hij volgde tijdens zijn studie het geshe Lharampa curriculum, en behaalde tijdens het Mönlam Chenmo gebedsfeest de titel Lharampa, de hoogste in de gelug-traditie. 
Daarna volgde hij Tantrastudies aan het Gyume-college, waar hij na het behalen van de titel Tantrameester abt werd. Aansluitend was hij enige tijd abt van het Jangtse-college van Ganden. In deze periode nam hij deel aan een door de overheid gesponsorde reis naar Kathmandu, waar hij meewerkte aan de restauratie van de stoepa van Bouddhanath, of die van Swayambhunath.
In 1921 werd hij gekozen tot de 90e Ganden tripa. Deze positie hield hij tot 1927, de gebruikelijke termijn van 7 jaar. Als zodanig voerde hij de bijbehorende taken uit zoals het geven van onderricht en het leiden van belangrijke religieuze festiviteiten, zoals het jaarlijkse Grote Mönlam Chenmo-gebedsfeest. Ook introduceerde hij een studieperiode in de herfst.
Na zijn aftreden schonk hij geld aan de 13e dalai lama om daarvan vergulde beelden te laten maken van Maitreya, Atiśa en Tsongkhapa. Het enige bekende werk dat hij naliet is de hagiografie van Khangsar Kyabgon Lobsang Gyaltsen.
Hij overleed mogelijk in 1937 in Lhasa, maar als sterfjaar wordt ook wel 1947 genoemd.